# Menorrhagia
Menorrhagia – bardzo obfite, przedłużające się krwawienie miesiączkowe pojawiające się w regularnych odstępach czasu. Najczęstszą przyczyną obfitych, krwotocznych miesiączek są zmiany organiczne:
- podśluzówkowe mięśniaki,
- polipy,
- przerosty błony śluzowej macicy,
- zmiany zapalne,
- zaburzenia krzepliwości krwi.